# Epsilon Molecular Engineering
株式会社Epsilon Molecular Engineering（イプシロンモリキュラーエンジニアリング）は、2016年に埼玉大学発ベンチャーとして設立された企業。略称はEME。

## 企業概要
進化分子工学の技術によるHeavy chain single domain抗体（VHH）やcyclic peptides等のcDNA Display Librariesを開発した。
設立者、及び現代表取締役(兼任)は、埼玉大学大学院理工学研究科物質科学部門根本直人教授。
2020年5月7日、北里大学大村智記念研究所は、花王、株式会社Epsilon Molecular Engineeringとの研究グループにより新型コロナウイルス（SARS-CoV-2）の感染抑制能（中和能）を有するVHH抗体の取得に成功したとプレスリリースした。